# Plectropomus punctatus
Plectropomus punctatus là một loài cá biển thuộc chi Plectropomus trong họ Cá mú. Loài này được mô tả lần đầu tiên vào năm 1824.

## Từ nguyên
Tính từ định danh punctatus trong tiếng Latinh có nghĩa là "lốm đốm", hàm ý đề cập đến các vân nhạt màu ở cá trưởng thành và/hoặc các hàng đốm trắng ở cá con của loài này.

## Phạm vi phân bố và môi trường sống
Từ bờ nam Oman và đảo Socotra (Yemen), P. punctatus được phân bố dọc theo đường bờ biển Đông Phi, từ Kenya đến Nam Phi, bao gồm Madagascar và các đảo quốc xung quanh, về phía đông đến quần đảo Chagos và quần đảo Lakshadweep (Ấn Độ).
P. punctatus sống tập trung trên các rạn viền bờ ở độ sâu đến ít nhất là 62 m, nhưng thường được bắt gặp ở độ sâu khoảng 30 m trở vào bờ.

## Mô tả
Chiều dài cơ thể lớn nhất được ghi nhận ở P. punctatus là 96 cm. Loài này có màu nâu đỏ hoặc nâu sẫm với nhiều vân nhạt màu. Ổ mắt có viền xanh lam. Viền xanh óng trên các vây. Mống mắt màu đỏ tươi. Cá con được phủ dày đặc những hàng đốm trắng.
Số gai ở vây lưng: 8; Số tia vây ở vây lưng: 11; Số gai ở vây hậu môn: 3; Số tia vây ở vây hậu môn: 8; Số tia vây ở vây ngực: 16–18; Số gai ở vây bụng: 1; Số tia vây ở vây bụng: 5; Số vảy đường bên: 88–95.

## Sinh thái học
Thức ăn của P. punctatus chủ yếu là những loài cá nhỏ hơn. Loài này có thể hợp thành đàn lên đến 100 cá thể.

## Thương mại
P. punctatus được đánh bắt thủ công trong nghề cá quy mô nhỏ.